# Sista brevet till Sverige
Sista brevet till Sverige är en roman från 1959 av Vilhelm Moberg. Den är den fjärde och avslutande delen av romansviten Utvandrarserien.

## Handling
Romanen är något mer reflekterande, där läsaren får möta såväl det amerikanska inbördeskriget som ett indianuppror. Kristina blir sjuk och möter många svårigheter.
Sista brevet till Sverige handlar om landet som förändrade dem.
Romanen filmatiserades i regi av Jan Troell. Titeln syftar på romanens avslutning.